# Église Saint-Pierre d'Alençon
Pour les articles homonymes, voir Église Saint-Pierre et Pierre d'Alençon.
L'église Saint-Pierre est une église catholique située à Alençon, en France. Son architecte est Amédée Hédin.

## Localisation
L'église est située dans le département français de l'Orne et la commune d'Alençon, dans le quartier de Montsort.

## Historique
Cet édifice succède à une précédente église Saint-Pierre détruite en 1879. Un concours avait été lancé en 1875, qui fut remporté par l'architecte alençonnais Amédée Hédin, plus tard remplacé par Pierre Lheureux. La première pierre fut posée en 1880 et la construction achevée en 1889 dans un style néo-roman.
C'est en ce lieu que furent baptisées deux sœurs de sainte Thérèse de Lisieux, Marie Martin future carmélite puis sa sœur Léonie Martin, future visitandine  ainsi que le 10 août 1919 le bienheureux Marcel Denis des Missions étrangères de Paris (1919-1961), l'un des dix-sept martyrs du Laos. Il y fait aussi sa première communion, le 15 juin 1930, et il y est confirmé le lendemain. 
L'édifice est inscrit au titre des monuments historiques en 2006.
L'orgue, construit par les frères Eugène et Edouard Stoltz, est de 1890.